# Himantia
Himantia là một chi nấm in the Physalacriaceae.

## Hình ảnh

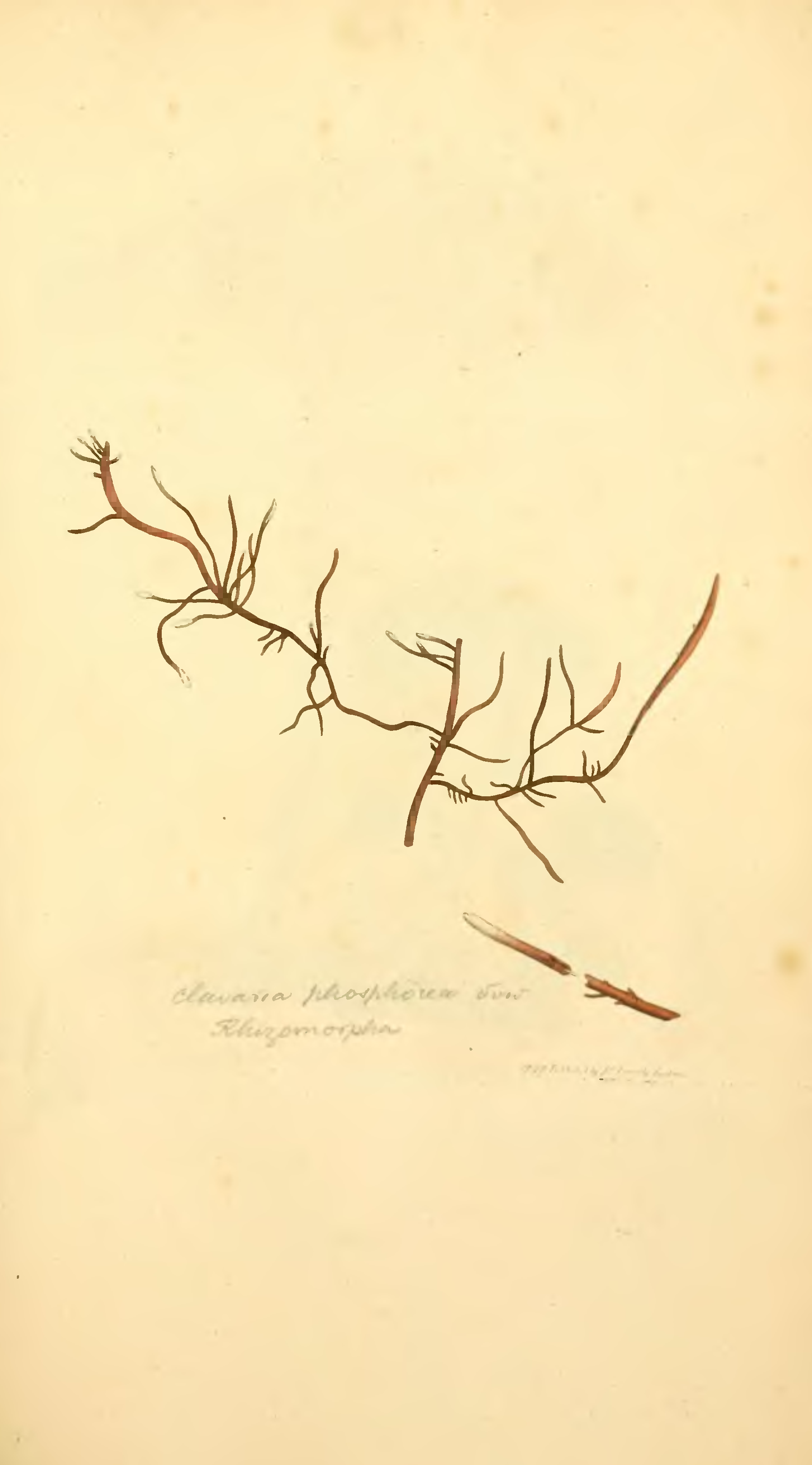